# オーバープライヒフェルト
オーバープライヒフェルト (ドイツ語: Oberpleichfeld) はドイツ連邦共和国バイエルン州ウンターフランケン地方のヴュルツブルク郡の町村（以下、本項では便宜上「町」と記述する）であり、ベルクトハイム行政共同体を構成する自治体の一つである。

## 地理
オーバープライヒフェルトはヴュルツブルク地区に位置する。

### 自治体の構成
この町は、公式にはオーバープライヒフェルト集落単独で構成される。

## 歴史
オーバープライヒフェルトはヴュルツブルク司教領の一部として、1803年にまずバイエルン大公領に世俗化された。その後1805年のプレスブルクの和約に基づきトスカーナ大公フェルディナンド3世によって創設されたヴュルツブルク大公国に移されたが、1814年に最終的にバイエルン王国領となった。

### 人口推移
- 1970年 834人
- 1987年 908人
- 2000年 1,046人

## 行政
町長はマルティーナ・ロットマン (CSU) である。彼女は2015年1月18日にライムント・ハンマー (ULO) の後任として町長に就任した。

## 引用
1. ↑  https://www.statistikdaten.bayern.de/genesis/online?operation=result&code=12411-003r&leerzeilen=false&language=de Genesis-Online-Datenbank des Bayerischen Landesamtes für Statistik Tabelle 12411-003r Fortschreibung des Bevölkerungsstandes: Gemeinden, Stichtag (Einwohnerzahlen auf Grundlage des Zensus 2011)
2. ↑  Bayerische Landesbibliothek Online